# Jørstadmoen
Jørstadmoen ist eine Ortschaft in der norwegischen Kommune Lillehammer in der Provinz (Fylke) Innlandet. Der Ort hat 656 Einwohner (Stand: 1. Januar 2024).

## Geografie
Jørstadmoen ist ein sogenannter Tettsted, also eine Ansiedlung, die für statistische Zwecke als eine Ortschaft gewertet wird. Der Ort liegt am Westufer des Flusses Lågen. Nördlich von Jørstadmoen mündet die Gausa in den Fluss. Die Stadt Lillehammer liegt etwas südöstlich von Jørstadmoen auf der gegenüberliegenden Seite des Lågens. Etwas nordöstlich liegt auf der anderen Uferseite der Ort Fåberg.

## Militär
Im Jahr 1886 wurde in Jørstadmoen ein Militärübungsplatz in Betrieb genommen. Der Platz war der erste Exerzierplatz für das Bataillon des Gudbrandsdals. Heute befindet sich in Jørstadmoen der Hauptsitz der militärischen Cyber-Abteilung Cyberforsvaret.

## Verkehr
Durch den Ort führt aus dem Süden kommend der Fylkesvei 253. Im Norden verläuft in Nordwest-Südost-Richtung der Fylkesvei 255 an Jørstadmoen vorbei. Der Fylkesvei 255 führt über eine Brücke auf die andere Uferseite des Lågens, wo er in die Europastraße 6 (E6) mündet. Auch der Fylkesvei 253 stellt eine Verbindungsstraße zur E6 dar, dieser mündet weiter südlich in die E6.

## Name
Der Ortsname setzt sich aus den beiden Bestandteilen „Jørstad“ und „-moen“ zusammen. Jørstad ist der Name des Hofes, der ursprünglich an der Stelle des Ortes lag.